# Chuyến bay 7601 của Formosa Airlines
Chuyến bay 7601 của Formosa Airlines là một tai nạn hàng không khiến 16 người thiệt mạng vào ngày 10 tháng 8 năm 1997 tại Bắc Can, quần đảo Matsu, Phúc Kiến, Trung Hoa Dân Quốc.

## Tai nạn
Chuyến bay 7601 của Formosa Airlines, một chiếc Dornier Do 228 cất cánh từ Sân bay Tùng Sơn Đài Bắc lúc 07:37 giờ địa phương với 14 hành khách và hai phi công trên chuyến bay đến Sân bay Mã Tổ Bắc Can. Mưa và gió lớn khiến chiếc máy bay không thể tiếp cận sân bay Mã Tổ Bắc Can lần đầu tiên. Trong quá trình bay vòng, phi công rẽ phải thay vì trái. Máy bay bị rơi và bốc cháy sau khi đâm vào một tháp nước quân sự cách sân bay khoảng một km. Tất cả 16 hành khách và phi hành đoàn trên máy bay đều thiệt mạng.
Ngay sau vụ tai nạn, một quan chức thời tiết địa phương đã cố tự tử. Giám đốc Cục Quản lý Hàng không Dân dụng, Tsai Tui, cho biết nỗ lực tự sát bắt nguồn từ sự phản đối kịch liệt của công chúng về vụ tai nạn